# 奥尔斯布吕肯
奥尔斯布吕肯是德国莱茵兰-普法尔茨州的一个市镇。总面积7.22平方公里，总人口1101人，其中男性550人，女性551人（2011年12月31日），人口密度152人/平方公里。